# Għar Qawqla
Għar Qawqla är en grotta i republiken Malta.   Den ligger i kommunen Iż-Żebbuġ, i den nordvästra delen av landet. Għar Qawqla ligger 9 meter över havet. Den ligger på ön Gozo.
Närmaste större samhälle är San Pawl il-Baħar, 19,4 kilometer sydost om Għar Qawqla. 